# Congratulations (Mario Guarnera)
Congratulations è un album del cantante italiano Mario Guarnera, pubblicato nel 1968 dall'etichetta discografica Ariston Records.

## Il disco
L'album raccoglie alcuni brani già incisi dal cantante, tra cui La musica è finita, che presentò al Festival di Sanremo 1967 in abbinamento con Ornella Vanoni e pubblicato sul 45 giri La musica è finita/Se di notte, e Un uomo piange solo per amore, che presentò al Festival di Sanremo 1968 in abbinamento con Little Tony e pubblicato sul 45 giri Un uomo piange solo per amore/Un altro momento. Altre canzoni pubblicate su 45 giri nel 1968 furono Congratulations/Lascia perdere e Non c'è pace per me/Navi.
Un ragazzo che ti ama è la cover di This Guy's Love with You di Burt Bacharach, portata al successo da Herb Alpert e incisa anche dallo stesso Alpert, da Tony Renis e da Fred Bongusto, mentre la title track è la cover di Congratulations di Cliff Richard.

## Tracce
Lato A
1. Congratulations
2. Un ragazzo che ti ama (testo: Alberto Testa e Gianni Boncompagni – musica: Burt Bacharach)
3. La musica è finita (testo: Franco Califano e Nisa – musica: Umberto Bindi)
4. Lascia perdere
5. Era quasi sera
6. Pensando a te

Durata totale: 0:00
Lato B
1. Non c'è pace per me
2. Navi
3. Un uomo piange solo per amore (testo: Petaluma – musica: Mario Vicari e Marcello Marrocchi)
4. Un altro momento
5. Una lacrima per ogni uomo
6. Se di notte

Durata totale: 0:00